# تميرات تولا
تميرات تولا (مواليد 11 أغسطس 1991) هو عداء مسافات طويلة إثيوبي، حصل على الميدالية البرونزية في سباق 10000 متر في أولمبياد 2016.